# Люсі Девіс
Люсі Девіс (англ. Lucy Davis, нар. 22 жовтня 1992) — американська вершниця, срібна призерка Олімпійських ігор 2016 року.

## Виступи на Олімпіадах
| Олімпіада           | Дисципліна            | Місце |
| ------------------- | --------------------- | ----- |
| Ріо-де-Жанейро 2016 | індивідуальний конкур | 32    |
| Ріо-де-Жанейро 2016 | командний конкур      | 2     |

## Зовнішні посилання
- Люсі Девіс — олімпійська статистика на сайті Sports-Reference.com (англ.) (архівна версія)